# Nostromo (Alien)
O USCSS Nostromo é uma espaçonave fictícia, apresentada no filme estadunidense, de 1979, Alien (br: Alien, o Oitavo Passageiro). O nome veio do herói epônimo do romance Nostromo, de 1904, do escritor Joseph Conrad. O design do Nostromo é creditado aos ilustradores Ron Cobb e Chris Foss.
Todavia, as imagens altamente orgânicas da espaçonave feitas por Chris Foss foram descartadas em favor de Cobb, mais assemelhadas às interpretações utilitárias da NASA. Ridley Scott também fez suas próprias contribuições, acrescendo muito da gigantesca "refinaria" rebocada pelo Nostromo.

## Especificações
USCSS Nostromo (cargueiro estelar Lockheed Martin CM-88B "classe Juggernaut")

- Equipagem: 8 (3 oficiais + 4 tripulantes + 1 gato)
- Deslocamento: 50.000 t (Padrão); 45.000 t (Leve); 63.000 t (Carga Total)
- Dimensões: Comprimento: 334 m; Raio: 215 m; Calado: 98 m
- Velocidade: 0.42 LYSD (Vazia) / 0.12 LYSD (Rebocando carga pesada)
- Aceleração:
- 27,9 s Repouso - Momento Crítico de Impulsão
- 8,9 s Momento Crítico de Impulsão - Ativação do Hiperdrive
- 6,5 s 1c - 24c (c = velocidade da luz)
- 8,5 s 24c - 68c
- 15,5 s 58c - 153 c
- Permanência: 14 Meses (Padrão) / 24 Meses (Máximo)
- Sistema de Força Primário: Um (1) reator de fusão Laratel WF-15 de 2,8 terawatt
- Propulsão Mais Rápida do Que a Luz: Quatro (4) torres de impulso estelar Yutani T7A NLS
- Propulsão Sub-fótica: Dois (2) túneis de impulso Rolls Royce N66 Cyclone com vetorização Bi-Polar; força de impulso de 7.290.000 toneladas (64,9 giganewtons) cada um
- Dois (2) motores químicos de manobra Weylan L46; força de impulso de 850.000 toneladas (7.6 GN) cada um
- Um (1) módulo auxiliar de impulso Yutani J38 com dois (2) grupos de impulso Lockmart TL-30
- Sistema Lógico Primário: Mainframe MU-TH-R 182 2,1 terabytes com um mainframe de reserva MU-TH-R 146 de 2,0 terabytes
- Sistema Operativo: OAM (Overmonitoring Address Matrix) Versão 2.2 Release 2120
- Sensores:
- Dois (2) telescópios de 2 metros de abertura capazes de resolução óptica, espectrográfica e infravermelha
- Cromatógrafo de gás
- Radar Centimétrico de Navegação e Pouso
- Radar de Mapeamento de Solo de Abertura Sintética
- Contador de Massa Hiperespacial
- Sistemas de Armas: (Nenhuma)
- Veículos Embarcados: Duas (2) Vedetas Classe Starcub[2]

## Tripulação
- Capitão Dallas
- Oficial Executivo Ripley
- Navegador Lambert
- Engenheiro Assistente Brett
- Engenheiro Chefe Parker
- Oficial Executivo Kane
- Oficial de Ciências Ash, um (Andróide)